# Parc provincial d'Athabasca Sand Dunes
Le parc provincial d'Athabasca Sand Dunes (anglais : Athabasca Sand Dunes Provincial Park) est un parc provincial du Nord de la Saskatchewan au Canada situé au sud du lac Athabasca. Il protège l'une des formations de dunes actives les plus septentrionales au monde,.
L'idée d'en faire une zone naturelle protégée remonte à 1969, mais la création du parc ne date que du 24 août 1992.

## Description
Il s'étend sur 100 km, depuis le littoral méridional du lac Athabasca, au cœur d'une formation sédimentaire récente du Bouclier canadien, le Bassin de l'Athabasca. Ses dunes ont une longueur variant entre 400 et 1 500 m, et peuvent atteindre jusqu'à 30 m de hauteur. On ne peut se rendre dans ce parc qu'en bateau ou par hydravion.
La William River draine l'ouest du parc et s'ouvre sur un vaste delta. À l'est, le parc contourne la réserve indienne de Fond du Lac 231, au bord de la McFarlane River. Cette réserve se trouve à 44 km du parc à vol d'oiseau.

## Géologie
L'âge des dunes sableuses de l'Athabasca est estimé à près de 8 000 ans, formées vers la fin du dernier épisode glaciaire. Avec le recul des glaciers, l'eau de fonte a lessivé les roches, érodées pour former d’énormes quantités de sable, de silt et d'un  grès caractéristique, avant de former le Lac Athabasca, dont le niveau et l'étendue ne cessent de diminuer depuis. Le recul progressif du lac a laissé de vastes dépôts de sable. Les dunes sont très instables, battues régulièrement par le vent qui les repousse sans cesse plus au sud jusque dans la forêt voisine. Les vestiges montrent que les feux de forêt ont dirigé les vents dans le modelé des dunes. Contrairement aux dunes voisines du lac, les dunes méridionales sont plutôt stables.
Le parc est parsemé d'eskers et de chenaux d'épanchement fossiles. La William River s'y résout en un lit filamentaire. Une partie des dunes est couverte par le reg. Leur forme est généralement parabolique, car le sable recouvre entièrement des dépôts de grès sous-jacents ; le substratum n'est d'ailleurs qu'à 20 mètres de profondeur. Toute la région recouvre un gigantesque aquifère, propice au développement de la flore locale et au maintien des dunes.

## Flore endémique
Le parc abrite des plantes rares ou autochtones uniques : le  Céraiste des champs (Cerastium arvense), le saule des sables (Salix silicicola), l’herbe du Mackenzie (Deschampsia mackenzieana), le saule de Tyrrell (Salix planifolia tyrrellii) ou la Tanaisie du lac Huron (Tanacetum huronense var. floccosum).